# Gare de Croix-L’Allumette
Gare de Croix-L'Allumette vasútállomás Franciaországban, Croix településen.

## Vasútvonalak
Az állomást az alábbi vasútvonalak érintik:
- Fives-Mouscron-vasútvonal

## Kapcsolódó állomások
A vasútállomáshoz az alábbi állomások vannak a legközelebb:
- Gare de Roubaix
- Gare de Croix - Wasquehal